# フランシス・ルロワ
フランシス・ルロワ（Francis Leroi、1942年9月5日 - 2002年3月21日）は、フランスの映画監督。

## 作品
- エマニエル　パリの熱い夜
- エマニュエル　愛欲のチベット
- エマニュエル・ザ・ハード
- ＳＥＸ＆ペレストロイカ／ロシアンＧＡＬより愛をこめて
- 不倫じかけの愛
- エマニュエル
- サイキックゾーン
- ディープ・ポルノ／人妻ハンター
- しゃべる○○○／プッシー・トーク（製作）